# لويس إدواردز
لويس إدواردز (بالإنجليزية: Louis Edwards)‏ (1962)؛ روائي أمريكي.